# علي الحوسني
علي الحوسني (مواليد 26 مايو 1988) لاعب كرة قدم إماراتي يجيد اللعب كحارس مرمى مع نادي عجمان في دوري الخليج العربي الإماراتي .
لعب سابقاً في نادي الوحدة .

## روابط خارجية
- علي الحوسني على موقع Soccerway.com (الإنجليزية)